# Basil Charles Davey
Basil Charles Davey, britanski general, * 21. november 1897, Jersey, † 20. november 1959, London, Anglija.